# Spjuttjärnen (Hotagens socken, Jämtland)
Spjuttjärnen är en sjö i Krokoms kommun i Jämtland och ingår i Indalsälvens huvudavrinningsområde. Sjön har en area på 0,102 kvadratkilometer och ligger 684,1 meter över havet.

## Delavrinningsområde
Spjuttjärnen ingår i det delavrinningsområde (710204-140211) som SMHI kallar för Ovan 710227-140471. Medelhöjden är 597 meter över havet och ytan är 9,38 kvadratkilometer. Räknas de 22 avrinningsområdena uppströms in blir den ackumulerade arean 173,11 kvadratkilometer. Lockringsån (Grubbdalsån) som avvattnar avrinningsområdet har biflödesordning 3, vilket innebär att vattnet flödar genom totalt 3 vattendrag innan det når havet efter 313 kilometer. Avrinningsområdet består mestadels av skog (62 procent), sankmarker (14 procent) och kalfjäll (23 procent). Avrinningsområdet har 0,1 kvadratkilometer vattenytor vilket ger det en sjöprocent på 1,1 procent.